# Шкільний офіцер поліції

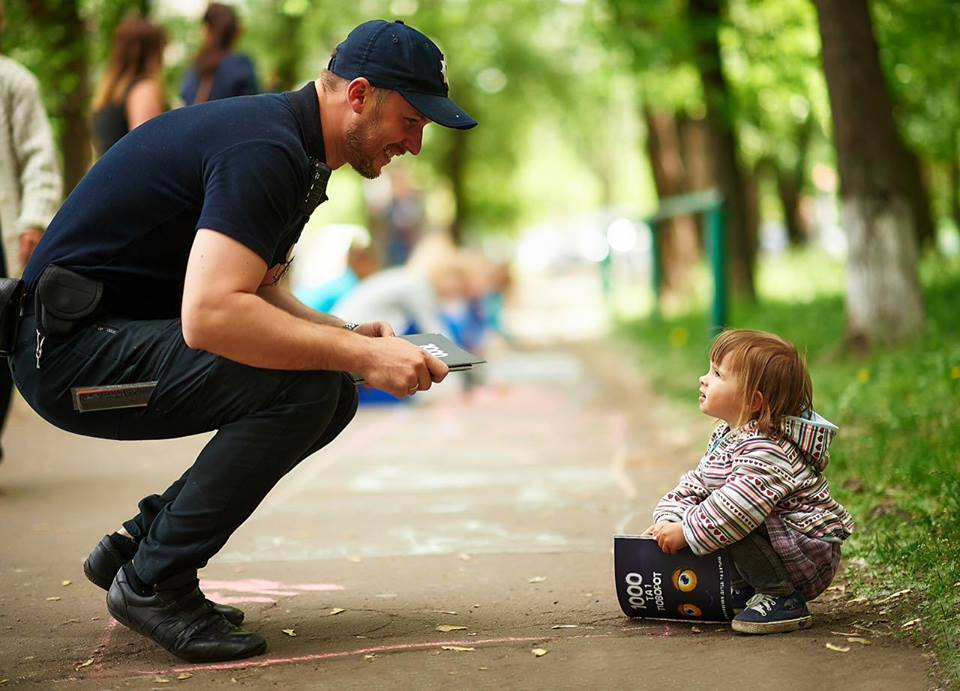
Шкільний офіцер поліції спілкується з дитиною

Шкільний офіцер поліції (ШОП, англ. school resource officer) — модель співробітництва загальноосвітніх навчальних закладів і Управлінь патрульної поліції Департаменту патрульної поліції у містах України, де діє патрульна поліція.
Модель «Шкільний офіцер поліції» є однією з прикладів ефективної співпраці поліції і громади, розроблена з метою вирішення проблеми підліткової і дитячої злочинності. Ця модель поєднує зусилля двох організацій у зв'язку з їхніми унікальними повноваженнями — поліції, яка відповідає за профілактику злочинності, і шкіл, які відповідають за навчання дітей у місці, де вони проводять найбільше часу.

## Історія

### Україна

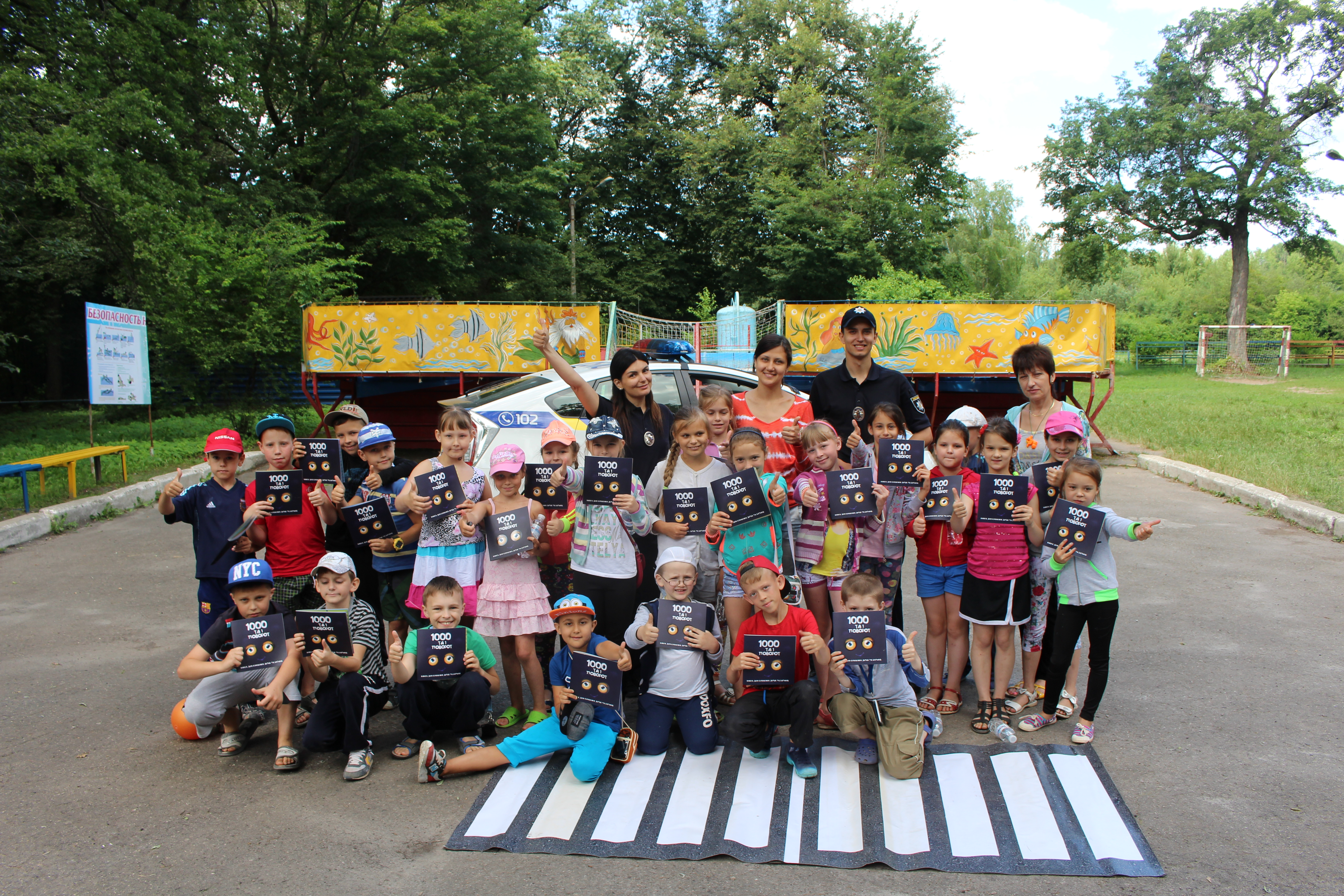
Патрульні поліцейські проводять урок з правил дорожнього руху для дітей

Із 1 вересня 2016 року в Україні стартувала «перша хвиля» експерименту «Шкільний офіцер поліції». До спільної ініціативи Міністерства внутрішніх справ і Міністерства освіти і науки долучилися загальноосвітні навчальні заклади чотирьох міст: Києва, Одеси, Львова й Івано-Франківська.
У «другу чергу» потрапили Харків, Дніпро, Чернівці, Кропивницький, Сєвєродонецьк, Лисичанськ і Рубіжне.
2 квітня 2018 року перший урок за програмою «Школа і поліція» провели патрульні поліцейські в Дніпрі. За шкільними офіцерам попередньо закріпили 65 шкіл.
3 квітня 2018 року проект почав діяти в Харкові. 12 поліцейських, які пройшли спеціальне навчання, відвідуватимуть всі загальноосвітні заклади міста. Після презентації проекту, шкільні офіцери провели перші тематичні заняття в ХЗОШ № 10.
11 квітня 2018 року на базі НВК СЗНЗ № 26 «Зорецвіт» проект презентували в Кропивницькому. На базі сорока шкіл міста патрульні поліцейські проводитимуть тренінгові заняття з учнями 1-11 класів. Тематика занять розписана у програмі «Школа і поліція», яка схвалена до використання Міністерством освіти і науки України.

### Сполучені штати Америки
Вперше програма «Шкільного офіцера поліції» почала діяти в школі у Флінті, штат Мічиган, у 1953 році. Але програма не обговорювалась і фактично не діяла аж поки до 1968 року, коли Департамент поліції Фресно, штат Каліфорнія, не подивився на неї як на інструмент яким можна «підвищити імідж поліції в очах дітей». Ця рання адаптація програми включала розміщення співробітників в штатському в середніх і початкових школах в цілях сприяння відносини між місцевим відділом поліції і молоді. У 1980-их — 90-их роках за програмою «Шкільний офіцер поліції» ввели програми для попередженню злочинності, такі як Освіта протистояння зловживанню наркотиками і Освіта та підготовка до опору бандитам. З середини 1970-х років до 2008 року число шкіл з діючим там «шкільними офіцерами» зросла з приблизно 1 % до 40 %. У багатьох штатах ШОП є основними правоохоронними органами та тими, хто визначає чи порушуються закони в школі.
Програма школи в місті Фресно прогресувала до того, що спостерігається в більшості сьогоднішніх громад: офіцер з офіцерського складу, який працює в поліцейській дільниці — відповідає за безпеку в школі. Це відбулося після прийняття закону Про відсутність зброї у школах 1994 року Конгресом у відповідь на побоювання щодо насильство над неповнолітніми. Як результат, школи запровадили широкомасштабну політику «нульової толерантності», яка включала присутність у всіх навчальних закладах поліцейського. Наприкінці 1990-х років присутність ШОПів в школах знову зросла після того, як Департамент юстиції створив програму грантів на суму 750 мільйонів доларів США «Поліцейські в школі», щоб найняти понад 6500 шкільних офіцерів поліції.
У 2015-16 навчальному році наступні відсотки шкіл повідомляли про присутність принаймні один раз на тиждень шкільного офіцера:
- 77 % шкіл з 1000 або більше учнів
- 47 % шкіл з 500—999 учнями
- 36 % шкіл з 300—499 учнями
- 24 % шкіл, що мають менше 300 учнів

В цілому, 42 % державних та 10,9 % приватних закладів співпрацюють зі співробітником правоохоронних органів станом на 2016 рік.

### Канада
Як і США, багато шкіл Канади найняли співробітників служби безпеки для підвищення безпеки персоналу та студентів. Шкільні системи, наприклад, в Торонто, залучали озброєних поліцейських до школи протягом дня. У 2008 році Районна школа Торонто (TDSB) та Католицька районна школа Торонто (TCDSB) спільно з Поліцейською службою Торонто розробили програму «Шкілький офіцер поліції», постійно розмістивши озброєних офіцерів поліції у загальноосвітніх школах. Проте в листопаді 2017 року TDSB проголосував за ліквідацію програми району.

## Мета та завдання

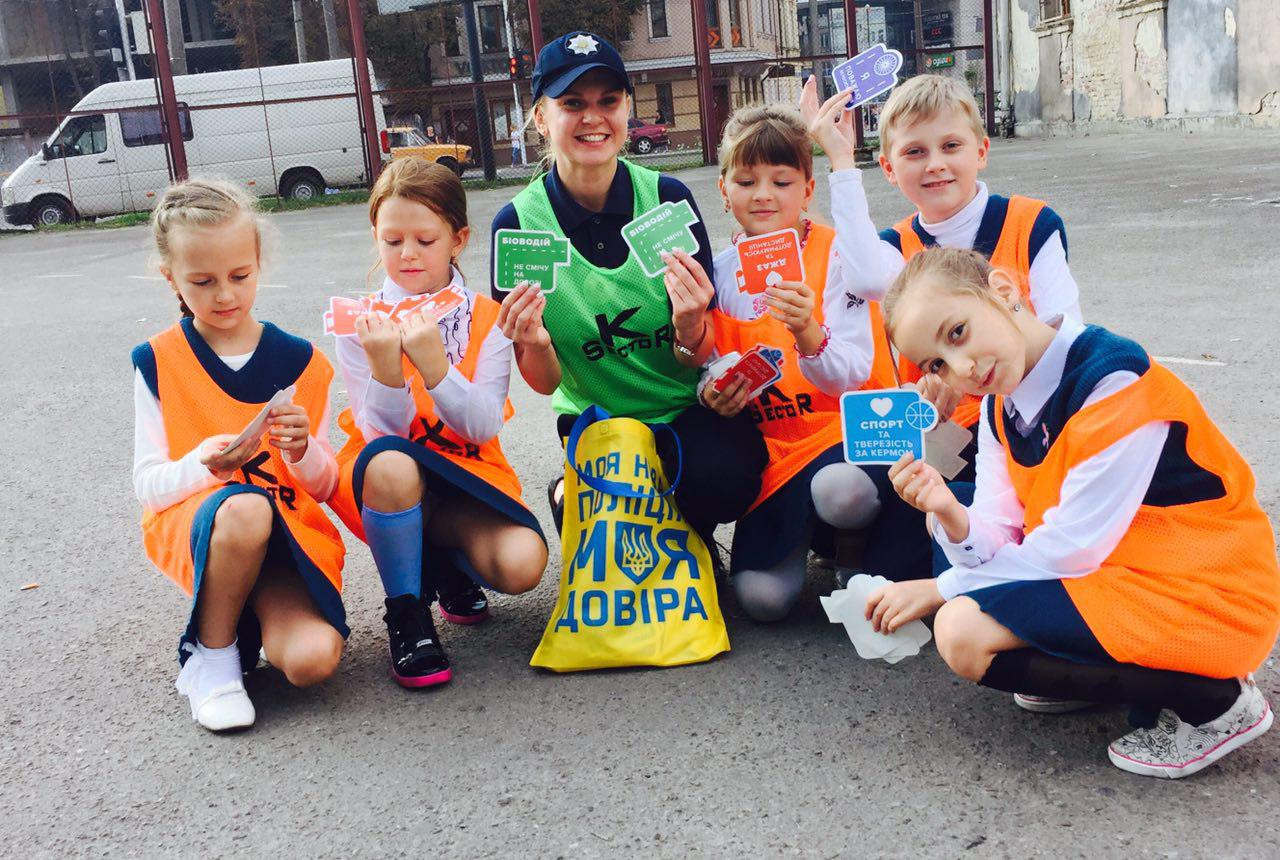
Патрульна поліція з дітьми

Метою моделі співробітництва загальноосвітніх навчальних закладів і Управлінь патрульної поліції у містах Департаменту патрульної поліції «Шкільний офіцер поліції» є створення гармонійного (безпечного) середовища у загальноосвітніх навчальних закладах, що сприятиме ефективнішому навчальному процесу, розв'язанню конфліктів у загальноосвітніх навчальних закладах, безпеці учнів, учителів та інших працівників загальноосвітніх навчальних закладів та запобіганню асоціальній поведінці учнів.
Головним завданням проекту є створення безпечнішого середовища у загальноосвітніх навчальних закладах, забезпечення здійснення ефективної профілактики правопорушень серед учнів, застосування відновних практик з метою попередження конфліктів, правопорушень та інших негативних явищ. До програми загальноосвітні навчальні заклади долучаються виключно за власним бажанням. Співробітництво  здійснюється на принципах законності, урахування найкращих інтересів учня, найшвидшого реагування, пропорційності та доцільності реагування, конфіденційності приватної інформації щодо дитини, належного використання інформації.

## Закон і політика

### Впровадження в Україні
Впровадження проекту відбувалося поступово, нормативною основою стали накази Національної поліції та Департаменту патрульної поліції, а також меморандуми між Міністерством внутрішніх справ і Міністерством освіти України, а також між Департаментом патрульної поліції та Департаментом освіти і науки, молоді та спорту виконавчого органу Київської міської ради (Київської міської державної адміністрації).
Із загальноосвітніми навчальними закладами співпрацюють працівники поліції, які пройшли спеціальне навчання та призначені шкільними офіцерами поліції. Офіцерів до роботи в школах відбирають на добровільних засадах, віддаючи перевагу особам, які мають педагогічну чи юридичну освіту. За шкільним офіцером поліції закріплюється від двох до п'яти загальноосвітніх навчальних закладів району, в якому він несе патрульну службу, враховуючи знання специфіки району, можливість частого відвідування шкіл навіть поза уроками чи виховними заходами. Співпраця зі шкільними офіцерами поліції знаходить відображення в планах роботи загальноосвітніх закладів на навчальний рік. У кожному навчальному закладі призначають особу, відповідальну за реалізацію проекту (як правило, заступника директора навчального закладу з виховної роботи чи соціального педагога).
В Угоді про співробітництво чітко зазначені обов'язки та повноваження шкільного офіцера поліції, а саме:
- співпраця в партнерстві з учнями, вчителями, батьками, адміністрацією школи, соціальною громадою для створення та підтримки здорового і безпечного шкільного колективу;
- проведення просвітницько- профілактичних занять з учнями за програмою «Школа і поліція»;
- проведення індивідуальних зустрічей з дітьми, учнівською молоддю, їх батьками чи опікунами;
- участь у засіданнях рад з профілактики злочинності, за потреби — в зборах батьківських комітетів та педагогічних нарадах у навчальному закладі;
- участь у батьківських зборах і педрадах; проведення інформаційно-роз'яснювальної роботи серед батьків та педагогічних працівників щодо попередження негативних явищ в учнівському середовищі; забезпечення ефективного і вчасного реагування на виклики керівників навчальних закладів.